# Ramón Heredia
Ramón Heredia (* 26. února 1951, Córdoba) je bývalý argentinský fotbalista, obránce.

## Klubová kariéra
Začínal v Argentině v týmu CA San Lorenzo de Almagro. S týmem v roce 1972 vyhrál obě argentinská mistrovství. V roce 1973 přestoupil do španělského týmu Atlético Madrid, se kterým v roce 1977 vyhrál španělskou ligu a v roce 1976 Copa del Rey. Dále hrál ve francouzské Ligue 1 za Paris Saint-Germain FC. Kariéru končil v Argentině v týmu Sarmiento Junín. V Poháru osvoboditelů nastoupil v 10 utkáních a dal 2 góly. V Poháru mistrů evropských zemí nastoupil v 7 utkáních, v Poháru vítězů pohárů nastoupil v 7 utkáních a v Poháru UEFA nastoupil ve 2 utkáních. V Interkontinentálním poháru nastoupil v roce 1974 ve 2 utkáních a pohár s Atléticem vyhrál.

## Reprezentační kariéra
Za reprezentaci Argentiny nastoupil v letech 1970-1975 ve 30 utkáních a dal 2 góly, byl členem argentinské reprezentace na Mistrovství světa ve fotbale 1974, kde nastoupil ve všech 6 utkáních.

## Ligová bilance
| Ročník                   | Zápasy | Góly | Klub                   |
| ------------------------ | ------ | ---- | ---------------------- |
| Primera División 1973/74 | 19     | 3    | Atlético Madrid        |
| Primera División 1974/75 | 28     | 3    | Atlético Madrid        |
| Primera División 1975/76 | 16     | 1    | Atlético Madrid        |
| Primera División 1976/77 | 14     | 2    | Atlético Madrid        |
| Ligue 1 1977/78          | 21     | 1    | Paris Saint-Germain FC |
| Ligue 1 1978/79          | 1      | 0    | Paris Saint-Germain FC |
| CELKEM Primera División  | 77     | 9    |                        |
| CELKEM Ligue 1           | 22     | 1    |                        |